# 迪亚拉 (中医)
迪亚拉·布巴卡尔（法語：Diarra Boubacar，1964年—），中文名迪亚拉，马里人，中医医生，世界首位外国籍中医博士后。

## 生平
迪亚拉1964年生于马里。家中共五个孩子，他排行第三。祖父曾为当地的草医，父亲是马尔卡拉医院院长。1979年6月，迪亚拉自医学职业高中毕业，参加高考。1984年，毕业于马里医学院全科专业，并获得赴苏联深造的机会及全额奖学金。但他没有去苏联，而是考中了马里政府选派到中国深造的医学人员名额，1984年9月赴中国留学。抵达中国初期，在北京医科大学普外科学习。1986年初，转到广州中医药大学开始学习中医，并完成了5年本科学习，1991年毕业。此后又用3年时间在该校攻读研究生，1994年获广州中医药大学硕士学位。随后报考了被誉为“神针杨”的成都中医药大学教授杨介宾的针灸博士生，经过3年学习，1997年自成都中医药大学附属医院毕业并获博士学位。
1990年暑假，曾回到马里的家乡，在医院用中医治疗患者。博士毕业后，获成都恒博医院聘为中西医结合科主任。1997年8月2日，和中国姑娘杨梅在成都天主教堂举行结婚仪式。1997年至2003年，作为医学专家在中国云南省、四川省任“无国界医生组织”的慈善项目负责人。自2003年5月起，加入中国初级卫生保健基金会外籍专家志愿者队伍。2001年，受云南省红河哈尼族彝族自治州人民政府邀请，在红河哈尼族彝族自治州开始开展健康教育、麻风病援助、乡村医生培训工作。2007年又增加艾滋病关怀和防治培训项目。他为红河哈尼族彝族自治州培训了1000多位乡村医生。2008年，被评为“昆明十大好人”。2012年，进入湖南中医药大学为博士后。2013年，应聘到成都市新都区中医医院任住院部老年病科医生。
2012年，获第七届“中华慈善奖”。2013年，和郑卫宁共同获得中国中央电视台评选的2013“CCTV年度慈善人物”称号。还曾获得中国国务院总理李克强的接见。